# Haamstede
Haamstede é uma cidade dos Países Baixos, na província de Zelândia. Haamstede pertence ao município de Schouwen-Duiveland.
A área de Haamstede, que também inclui as partes periféricas da cidade, bem como a zona rural circundante, tem uma população estimada em 2460 habitantes.